# The Book Beri'ah - Gevurah
Gevurah est le disque numéro 5 du coffret The Book Beri'ah, troisième volet du projet Masada de John Zorn. Il est interprété par le groupe Abraxas dirigé par Shanir Ezra Blumenkranz. Il est publié en tant qu'album en mai 2019.

## Titres
| No | Titre      | Durée |
| -- | ---------- | ----- |
| 1. | Din        | 5:18  |
| 2. | Pagam      | 3:02  |
| 3. | Tamidi     | 5:47  |
| 4. | Da'at      | 4:31  |
| 5. | Bittul     | 4:43  |
| 6. | Kavannot   | 6:26  |
| 7. | Qiyyum     | 7:06  |
| 8. | Tzelem     | 4:43  |
| 9. | Betzaltzel | 5:41  |

## Personnel
- Aram Bajakian - guitares, banjos
- Eyal Maoz - guitares, saz
- Shanir Ezra Blumenkranz - gimbri, basse, percussions
- Kenny Grohowki - batterie, percussions